# Mosagallu
Mosagallu (trad. Enganadores) é um thriller de indiano (Tollywood) de 2021 é baseado nos eventos de um golpe de Call Center em grande escala aplicado nos Estados Unidos. Rodado simultaneamente nas línguas Telegu e inglês, o filme é dirigido por Jeffrey Gee Chin e produzido por Vishnu Manchu sob a bandeira da AVA Entertainment e 24 Frames Factory
O filme começou a ser rodado em junho de 2019.  O filme estava programado para ser lançado em 5 de junho de 2020, mas foi adiado devido à pandemia COVID-19. O filme é feito com um orçamento estimado de $$ 51 crore (US $ 7 milhões), tornando-o o filme mais caro da carreira de Vishnu Manchu. 
A versão em Telegu do filme foi lançada em 19 de março de 2021 junto com suas versões dubladas em hindi, tâmil e kannada como Anu e Arjun e em Malayalam como Arjun e Anu. 

## Elenco
- Vishnu Manchu
- Kajal Aggarwal
- Suniel Shetty
- Ruhi Singh
- Navdeep
- Naveen Chandra
- Mahima Makwana
- Nagineedu
- Raghu Babu
- Raja Ravindra
- Ravi Varma
- Juliette Audrey
- Priscilla Avila
- Katelyn Ann Clark
- Saurabh Goyal
- Shivam Jemini

1. ↑  «Mosagallu: Suniel Shetty's first look from Vishnu Manchu's Hollywood-Indian production unveiled - Times of India». The Times of India (em inglês). Consultado em 7 de agosto de 2021
2. ↑  «Mosagallu unravels world's biggest IT scam.». BeChuzi (em inglês). 18 de setembro de 2020. Consultado em 7 de agosto de 2021
3. ↑  «Manchu Vishnu begins filming sequence of 'Mosagallu' in US». The News Minute (em inglês). 5 de fevereiro de 2020. Consultado em 7 de agosto de 2021
4. ↑  «'Mosagallu' final box office verdict: The Vishnu Manchu starrer becomes an average runner at the box office - Times of India». The Times of India (em inglês). Consultado em 7 de agosto de 2021
5. ↑  Vyas (8 de dezembro de 2020). «51 Cr budget for Manchu Vishnu's Mosagallu!». www.thehansindia.com (em inglês). Consultado em 7 de agosto de 2021
6. ↑  «Kajal Aggarwal and Vishnu Manchu's 'Mosagallu' release date announced». The News Minute (em inglês). 4 de março de 2021. Consultado em 7 de agosto de 2021